# 目黒区立宮前小学校
目黒区立宮前小学校（めぐろくりつ みやまえしょうがっこう）は、東京都目黒区八雲3丁目にある公立小学校。

## 沿革
- 1955年（昭和30年）10月22日 - 八雲小学校の分校として授業を開始。
- 1958年（昭和33年）4月1日 - 宮前小学校として開校[2]。
- 1985年（昭和60年） - 新校舎建設[3]。
- 2014年（平成26年）度 - 体育館の天井非構造部材落下防止対策工事実施[3]。

## 所在地
- 目黒区八雲3丁目13-2
  - 目黒区の西部に位置し、世田谷区と隣接した静かな住宅地の中にある[2]。

### アクセス
- 東急東横線
  - 都立大学駅より、徒歩13分。
  - 自由ヶ丘駅より、徒歩15分。
- 東急バス八雲三丁目バス停より、徒歩2分。

## 学区
- 自由が丘一丁目20から23番[4]
- 自由が丘二丁目1から7番、20から23番
- 自由が丘三丁目1から4番、13から18番
- 中根一丁目23から25番
- 八雲三丁目全域